# Кельзен, Ганс
Ганс (Ханс) Ке́льзен (нем. Hans Kelsen; 11 октября 1881, Прага — 19 апреля 1973, Оринда, штат Калифорния) — австрийско-немецкий юрист и философ, теоретик права, автор более 400 работ по разным проблемам теории государства и права, международного права, один из основных теоретиков нормативистской школы права, основоположник концепции конституционного суда и конституционного контроля, основатель и судья первого такого суда — Конституционного суда Австрии.

## Биография
Ганс Кельзен родился в 1881 году в еврейской семье, в двухлетнем возрасте переехал с родителями в Вену. Первые работы посвящены истории и проблемам государственного права, в частности, взглядам на этот вопрос Данте Алигьери. В 1918 году стал профессором Венского университета, в 1920—1921 годах был деканом юридического факультета. Кельзен участвовал в разработке конституционных законов послевоенной Австрии. Издавал «Журнал публичного права». С 1919 по 1930 год был судьей Конституционного Суда Австрии. После 12 лет работы в Конституционном Суде Австрии, идею которого он разработал сам, Кельзен предпочёл перебраться в Германию, где в 1930 году стал профессором международного права в Кёльнском университете, в 1932—1933 годах был деканом юридического факультета. В 1934 году он опубликовал книгу «Чистая теория права» (Reine Rechtslehre; другой перевод — «Чистое учение о праве»), и с этого времени он считается одним из ведущих философов в области права.
Приход к власти нацистов заставил его переехать в 1934 году в Женеву, откуда в 1936—1938 годах он периодически ездил в Прагу для преподавания в Немецком университете. В 1940 году Кельзен эмигрировал в США, где прожил до конца жизни.
Юридическая школа в Гарвардском университете — первое место его работы в Штатах — оказалась негостеприимна к нему; после того как он проработал год на должности приглашённого научного сотрудника (research associate), администрация решила, что его вклад в академическое развитие Юридической школы не очень перспективен. В возрасте 62 лет, на низшей точке карьеры, он переехал в Калифорнийский университет в Беркли, где проработал в отделении политологии вплоть до выхода на пенсию. До конца жизни Кельзен не прекращал научной деятельности, которая продолжалась почти 70 лет. Смерть прервала работу Кельзена над наиболее обобщающей книгой — Allgemeine Theorie der Normen («Общая теория норм») — 400-страничным трактатом, задуманным как сочинение ещё большего объёма.
Изображен на австрийской почтовой марке 1981 года.

## Взгляды
Кельзен придерживался позиций правового позитивизма, направленного против естественно-правового взгляда на право. Он отвергал концепцию «пробелов в праве», считая, что таких пробелов в действительности нет и быть не может, поскольку правовые нормы по определению не могут претендовать на регламентацию всех возможных обстоятельств. Он был убежден, что если судья не находит подходящей нормы, то он может «применить правопорядок в целом»; в качестве типичного примера такого рода он рассматривал принцип «разрешено все, что не запрещено законом». Кельзен утверждал, что «противоправное право» не может существовать, поскольку принадлежность нормы к правопорядку определяется строго формально — издана ли она в установленном порядке. Если этот порядок нарушен, то норма к правопорядку не принадлежит, если же он не нарушен, то любая норма независимо от своего содержания сохраняет свое действие до момента, когда она официально утратит силу (в результате принятия нового закона или решения компетентного суда). При этом Кельзен утверждал, что незаконное решение или неконституционный закон будут обладать юридической действительностью до момента их формальной отмены, но каждый человек нравственно свободен не исполнять антиконституционный, неправовой, аморальный закон, хотя и может быть подвергнут санкции за его неисполнение.

## Основные работы на немецком языке
- Die Staatslehre des Dante Alighieri (Wien, 1905)
- Hauptprobleme der Staatsrechtslehre (1911, 2. Aufl. 1923)
- Vom Wesen und Wert der Demokratie (1920, 2. Aufl. 1929)
- Österreichisches Staatsrecht (1923)
- Allgemeine Staatslehre (1925)
- Die philosophischen Grundlagen der Naturrechtslehre und des Rechtspositivismus (1928)
- Reine Rechtslehre (1934; 2. Aufl. 1960)
- Vergeltung und Kausalität (1941, опубл. 1946)
- Was ist Gerechtigkeit? (Wien, 1953)
- Sozialismus und Staat. Eine Untersuchung der politischen Theorie des Marxismus, Wien 1965
- Allgemeine Theorie der Normen (1979, посм.)

## Основные работы на английском языке
- Society and Nature (1943)
- General Theory of Law and State (англ.). — Transaction Publishers, 1945. — 516 p.
- The Law of the United Nations (1950)
- Principles of International Law (1952, 2. Aufl. 1966)
- The Communist Theory of Law (англ.). — 1955. Архивировано 16 ноября 2007 года.
- What is Justice? (1957)

## Переводы на русский язык
- Чистое учение о праве Ганса Кельзена. К XIII конгрессу Международной ассоциации правовой и социальной философии (Токио, 1987): Сборник переводов. Вып. 1 / Отв. ред.: Кудрявцев В. Н., Разумович Н. Н.; Пер.: Лезов С. В., Пивоваров Ю. С. — М.: Изд-во ИНИОН РАН. — 1987. — 195 с.
- Чистое учение о праве Ганса Кельзена. Сборник переводов. Вып. 2 / Отв. ред.: Кудрявцев В. Н., Разумович Н. Н.; Пер.: Лезов С. В. — М.: Изд-во ИНИОН РАН. — 1988. — 213 с.
- Кельзен Г. Чистое учение о праве. 2-е изд. Пер. с нем. М. В. Антонова и С. В. Лёзова. — СПб.: Алеф-Пресс, 2015. 542 с.
- Кельзен Г. Судебная гарантия конституции (конституционная юстиция). Часть 1 // Право и политика. — М.: Nota Bene, 2006, № 8. — С. 5-14
- Кельзен Г. Судебная гарантия Конституции. (Конституционная юстиция. Часть 2. Окончание) // Право и политика. — М.: Nota Bene, 2006, № 9. — С. 5-18
- Кельзен Г. О теории толкования.
- Кельзен Г. Чистое учение о праве и аналитическая юриспруденция. Перев. с англ. А. А. Краевского // Российский ежегодник теории права. № 2. 2009. СПб., 2011. C. 432—453